# Marietta carnesi
Marietta carnesi är en stekelart som först beskrevs av Howard 1910.  Marietta carnesi ingår i släktet Marietta och familjen växtlussteklar. Inga underarter finns listade i Catalogue of Life.